# آلودگی خاک

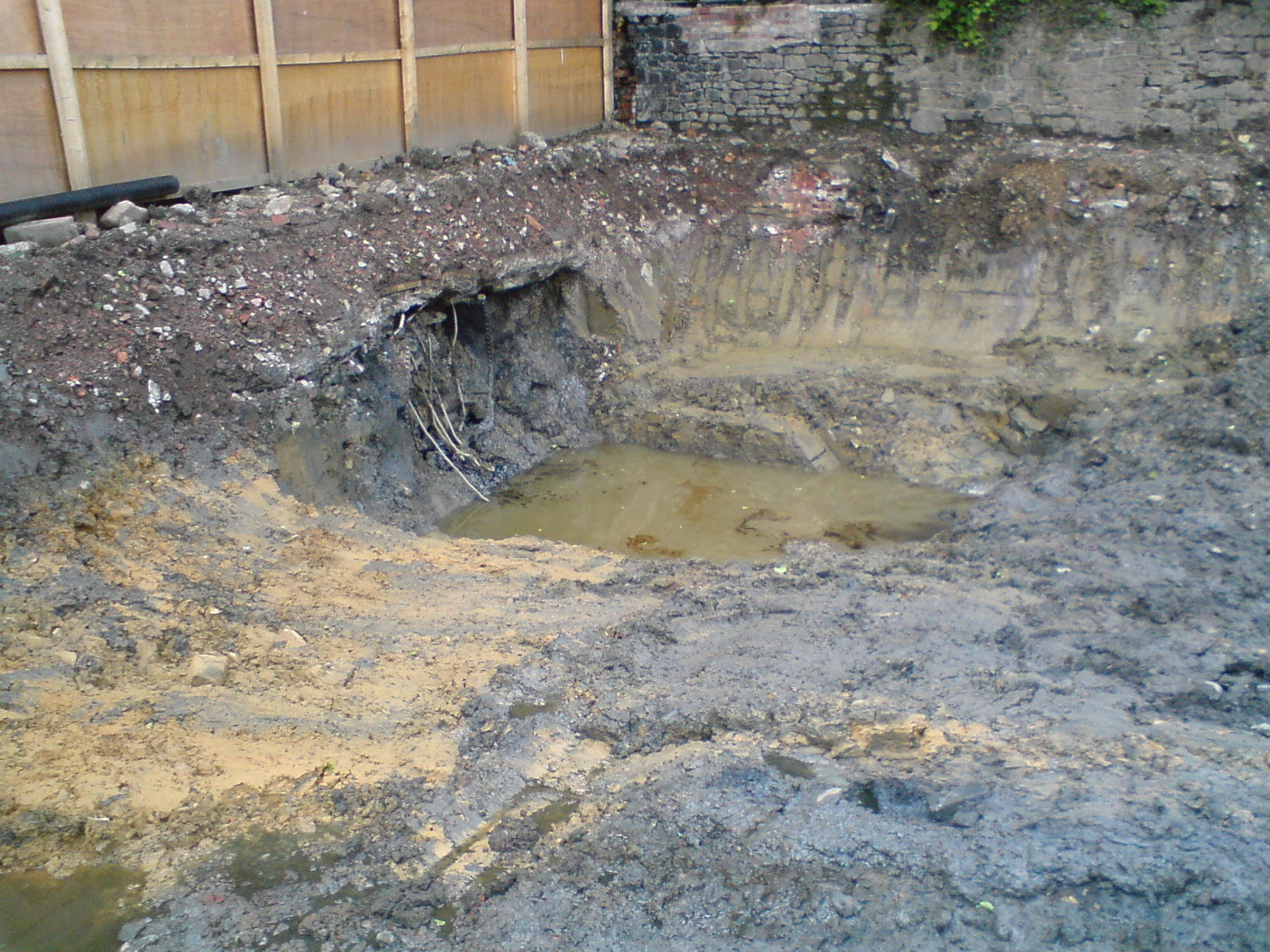
حفاری، آلودگی خاک در یک کارخانه گاز متروک در انگلستان را نشان می‌دهد.

آلودگی خاک (انگلیسی: Soil contamination) قسمی از فروسایی زمین است که حضور مواد شیمیایی زنوبیوتیک یا تغییرات مردم‌زاد دیگر در خاک باعث آن می‌شوند. دلیل اصلی آلودگی خاک، فعالیت‌های صنعتی، مواد شیمیایی کشاورزی و دفع پساب‌ها هستند. هیدروکربن‌های آروماتیک چندحلقه‌ای مانند نفتالین، هیدروکربن‌های نفتی، حلال‌ها، فلزهای سنگین مانند سرب و جیوه و مجموعهٔ علف‌کش‌ها و آفت‌کش‌ها مهمترین مواد شیمیایی آلوده‌کننده خاک هستند. آلودگی خاک با میزان صنعتی‌سازی و میزان استفاده از مواد شیمیایی نسبت مستقیم دارد.

## پاکسازی خاک

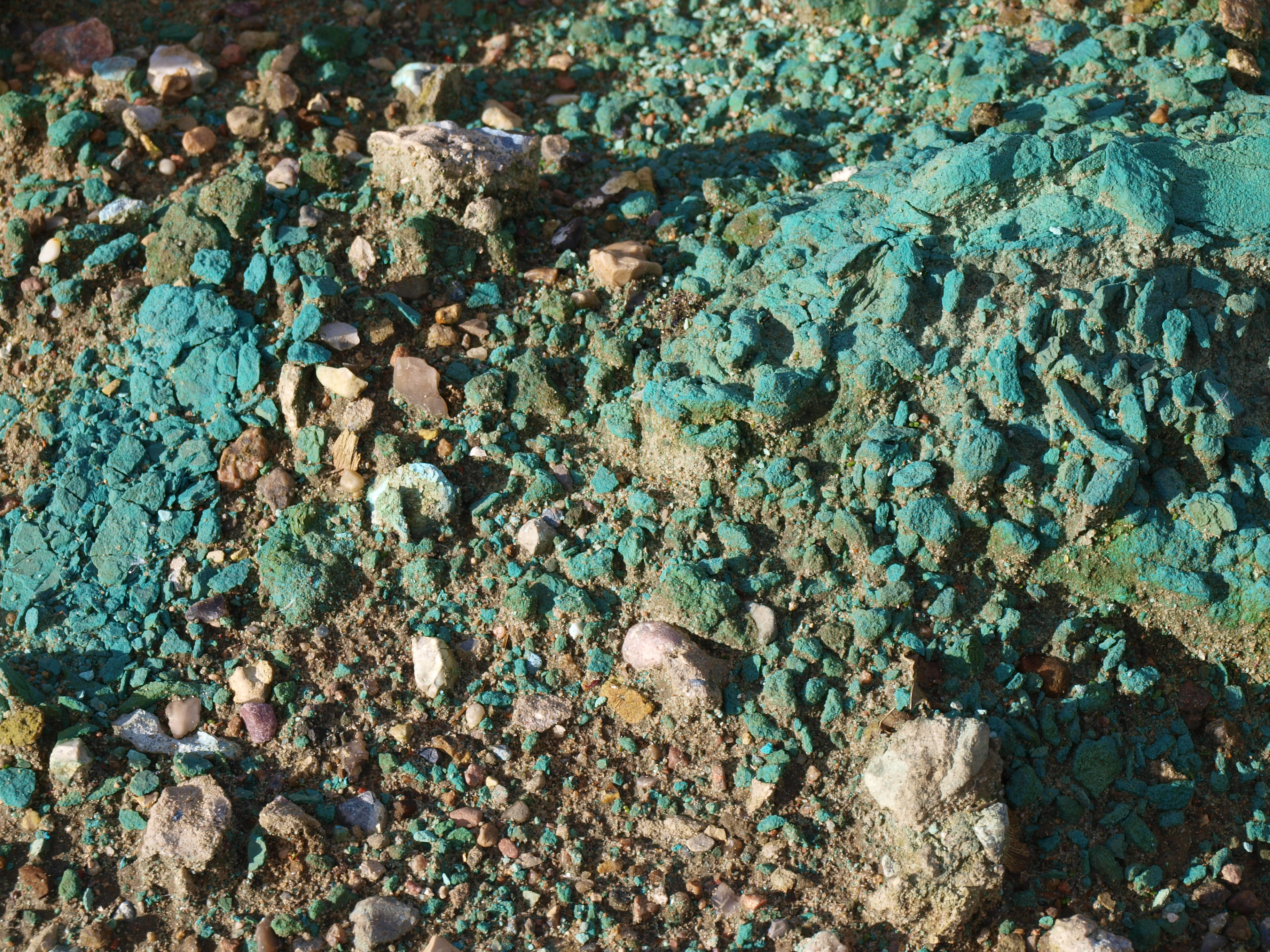
خاک آلوده به آرسنیک

خاک را می‌توان به چندین روش پاکسازی نمود. می‌توان خاک را تا عمق مشخصی حفر کرد از منطقه مورد نظر دور نمود و سپس آن را ترمیم کرد. همچنین، می‌توان خاک را در همان منطقه‌ای که وجود دارد به صورت درجا ترمیم کرد. روش دیگر، روشی است که خاک را در منطقه نگه می‌دارند و به آن مواد کمکی برای جلوگیری از گسترش آلودگی به گیاهان، جانوران و انسان وارد می‌کنند. معمولاً برای جلوگیری از انتشار آلودگی خاک بر روی خاک پلاستیک بزرگی می‌کشند تا آب باران به درون آن نفوذ نکند و آلودگی به سایر مناطق راه پیدا نکند. روش‌های ترمیم خاک شامل استفاده از آب برای خارج کردن آلاینده‌ها از خاک، استفاده از حلال‌های شیمیایی یا هوایی، یا از بین بردن آلاینده‌ها با کمک سوزاندن، کمک به میکروارگانیسم‌ها برای شکستن اتم‌های آلاینده‌ها، اضافه کردن مواد به خاک برای محافظت آن و جلوگیری از انتشار آلودگی به سایر نقاط هستند.xiii

## علل آلودگی
آلودگی خاک می‌تواند به دلیل زیر ایجاد شود (لیست غیر جامع):
- میکروپلاستیک
- نشت روغن
- استخراج معدن و فعالیت سایر صنایع سنگین ممکن است در حین انجام فعالیت‌ها و غیره نشتی رخ دهد.
- خوردگی مخازن ذخیره‌سازی زیرزمینی (از جمله لوله‌کشی مورد استفاده برای انتقال مطالب)
- باران اسیدی
- کشاورزی زیاد
- مواد شیمیایی زراعی، مانند سموم دفع آفات، علف کش‌ها و کودها
- پتروشیمی‌ها
- سوانح صنعتی
- بقایای جاده
- تخلیه آب‌های سطحی آلوده به خاک
- مهمات، عوامل شیمیایی و سایر عوامل جنگ
- دفع مواد زائد

متداول‌ترین مواد شیمیایی درگیر هیدروکربن‌های نفتی، حلال‌ها، سموم دفع آفات، سرب و سایر فلزات سنگین هستند.
در اتحادیه اروپا، دستورالعمل تصفیه فاضلاب شهری اجازه می‌دهد تا لجن فاضلاب به زمین پاشیده شود. پیش‌بینی می‌شود این حجم در سال ۲۰۰۵ دو برابر شود و به ۱۸۵۰۰۰ تن مواد جامد خشک برسد. این به دلیل محتوای بالای نیتروژن و فسفات از ویژگی‌های کشاورزی خوبی برخوردار است. در سال ۱۹۹۰/۱۹۹۱، ۱۳٪ وزن مرطوب بر روی ۰٫۱۳٪ از زمین پاشیده شد. با این حال، پیش‌بینی می‌شود که این میزان تا سال ۲۰۰۵، ۱۵ برابر شود. مدافعان می‌گویند نیاز به کنترل این امر است تا میکروارگانیسم‌های بیماری‌زا  وارد جریان آب نشوند و اطمینان حاصل کنند که تجمع فلزات سنگین در لایه بالایی خاک وجود ندارد.

### آفت کش‌ها و علف کش‌ها
سموم دفع آفات ماده ای است که برای از بین بردن آفت استفاده می‌شود. سموم دفع آفات ممکن است یک ماده شیمیایی، عامل بیولوژیکی (مانند ویروس یا باکتری)، ضد میکروبی، ضد عفونی کننده یا وسیله ای باشد که در برابر هر نوع آفت استفاده می‌شود. آفات شامل حشرات، عوامل بیماری‌زای گیاهی، علف‌های هرز، نرم تنان، پرندگان، پستانداران، ماهی‌ها، نماتدها (کرم‌های گرد) و میکروب‌هایی است که برای غذا با انسان رقابت می‌کنند، اموال را از بین می‌برند، گسترش می‌یابند یا ناقل بیماری هستند یا باعث آزار می‌شوند. اگرچه استفاده از سموم دفع آفات فوایدی دارد، اما اشکالاتی مانند سمیت بالقوه برای انسان و موجودات دیگر نیز وجود دارد.

### عوامل جنگ
دفع مهمات و عدم دقت در ساخت مهمات ناشی از فوریت تولید، می‌تواند خاک را برای مدت طولانی آلوده کند. شواهد منتشر شده کمی در مورد این نوع آلودگی وجود دارد که بیشتر به دلیل محدودیت‌های اعمال شده توسط دولت‌های بسیاری از کشورها در انتشار مطالب مربوط به تلاش‌های جنگی است. با این حال، گاز خردل ذخیره شده در طول جنگ جهانی دوم تا ۵۰ سال برخی سایت‌ها را آلوده کرده‌است و آزمایش سیاه زخم به عنوان یک سلاح بیولوژیکی بالقوه کل جزیره گروینارد را آلوده کرده‌است.